# Margites alutaceus
Margites alutaceus är en skalbaggsart som beskrevs av Holzschuh 2006. Margites alutaceus ingår i släktet Margites och familjen långhorningar. Inga underarter finns listade i Catalogue of Life.